# Learco Guerra
Learco Guerra (ur. 14 października 1902 w San Nicolò Po, zm. 7 lutego 1963 w Mediolanie) – włoski kolarz szosowy i torowy, trzykrotny medalista szosowych mistrzostw świata.

## Kariera
Pierwszy sukces w karierze Learco Guerra osiągnął w 1930 roku, kiedy zdobył srebrny medal w wyścigu ze startu wspólnego podczas szosowych mistrzostw świata w Liège. W zawodach tych wyprzedził go jedynie jego rodak Alfredo Binda, a trzecie miejsce zajął Belg Georges Ronsse. W tej samej konkurencji zwyciężył na rozgrywanych rok później mistrzostwach świata w Kopenhadze, wyprzedzając Francuza Ferdinanda Le Drogo oraz Szwajcara Alberta Büchiego. Ostatni medal zdobył na mistrzostwach świata w Lipsku w 1934 roku, gdzie ponownie był drugi. Uległ tam jedynie Karelowi Kaersowi z Belgii, a trzeci był jego rodak Gustave Danneels. Ponadto wygrał między innymi Giro della Provincia di Reggio Calabria w 1931 roku, Giro di Toscana w 1932 roku, Giro di Campania w latach 1932, 1934 i 1935, Mediolan-San Remo w 1933 roku, Giro del Piemonte w 1934 roku, wyścig Mediolan-Modena w latach 1934-1935, Giro della Romagna w 1935 roku, a w latach 1934-1936 był najlepszy w Giro della Provincia Milano. Wielokrotnie startował w Giro d’Italia, wygrywając łącznie 31 etapów. W klasyfikacji generalnej był między innymi pierwszy w 1934 roku oraz czwarty w latach 1932 i 1935. Wygrał też osiem etapów Tour de France, a w latach 1930 i 1933 był drugi w klasyfikacji generalnej. Zdobywał także medale mistrzostw kraju, zarówno na szosie, jak i na torze. Nigdy nie wystąpił na igrzyskach olimpijskich. Jako zawodowiec startował w latach 1928-1943.

## Najważniejsze zwycięstwa
- 1930 – wicemistrzostwo świata ze startu wspólnego, mistrzostwo Włoch, trzy etapy w Tour de France, dwa etapy w Giro d’Italia
- 1931 – mistrzostwo świata ze startu wspólnego, mistrzostwo Włoch, cztery etapy w Giro d’Italia
- 1932 – mistrzostwo Włoch, sześć etapów w Giro d’Italia, Giro di Toscana
- 1933 – Mediolan-San Remo, pięć etapów w Tour de France, trzy etapy w Giro d’Italia
- 1934 – wicemistrzostwo świata ze startu wspólnego, mistrzostwo Włoch, Giro d’Italia, dziesięć etapów w Giro d’Italia, Giro di Lombardia, Giro del Piemonte
- 1935 – pięć etapów w Giro d’Italia
- 1937 – etap w Giro d’Italia